# Maru (Kater)
Maru (japanisch まる ‚Kreis‘, ‚rund‘, geboren am 24. Mai 2007) ist eine männliche Schottische Faltohrkatze aus Japan, die zu den bekanntesten Katzen auf YouTube gehört. Mit 325 Millionen Aufrufen hielt er im September 2016 den Guinness-Weltrekord für die meisten YouTube-Aufrufe eines individuellen Tiers.

## Leben
Maru wurde 2007 geboren. Seine Besitzerin begann das Aufwachsen des Kätzchens mit Fotos und Videos auf seinem Blog zu dokumentieren. 2008 erschien ein Video, das den Kater dabei zeigte, wie er in einen Karton sprang. Das Video wurde viral und machte den Kater über Nacht berühmt.
Die Videos, die auf Marus offiziellen Videokanal hochgeladen werden, sind meistens eine Reihe von mehreren Einzelclips, die zwischen drei und sieben Minuten lang sind. Sie zeigen Maru bei verschiedenen Aktivitäten. Die Titel sind japanisch und englisch. Marus Besitzerin ist selten zu sehen, außer in einigen Pflegevideos, die sie beim Schneiden der Krallen oder beim Ohrenputzen zeigen. Videos mit Maru erreichten zu Hochzeiten durchschnittlich 800.000 Views. Er gilt als bekannteste und beliebteste Katze im Internet, wobei er vor allem in Japan populär ist. In der westlichen Welt macht ihm Grumpy Cat diesen Titel streitig. Dennoch wird auch dort über ihn berichtet. So nahm Entertainment Weekly ihn zusammen mit Keyboard Cat und Nora in ihre Liste bekannter Katzenvideos auf. Die New York Times berichtete ebenfalls über den Kater.
2013 bekam Maru einen Spielkameraden namens Hana, die seitdem auch in einigen Videos zu sehen ist. Am 24. März 2017 wurde der Kater vom Guinness-Buch der Rekorde als „most watched animal on YouTube“ (meistangeschautes Tier auf YouTube) ausgezeichnet. Die genaue Anzahl an Aufrufen betrug am 22. September 2016 325.704.506.
In Japan erschienen 2009 ein Buch und eine DVD namens Maru Desu („Ich bin Maru“). 2010 folgte eine weitere DVD und 2011 ein weiteres Buch.